# Chiesa dei Santi Maurizio e Compagni (Novella, Italia)
La chiesa dei Santi Maurizio e Compagni è la parrocchiale di Tregiovo, frazione di Novella in Trentino. Fa parte della zona pastorale delle Valli del Noce e risale al XIV secolo.

## Storia

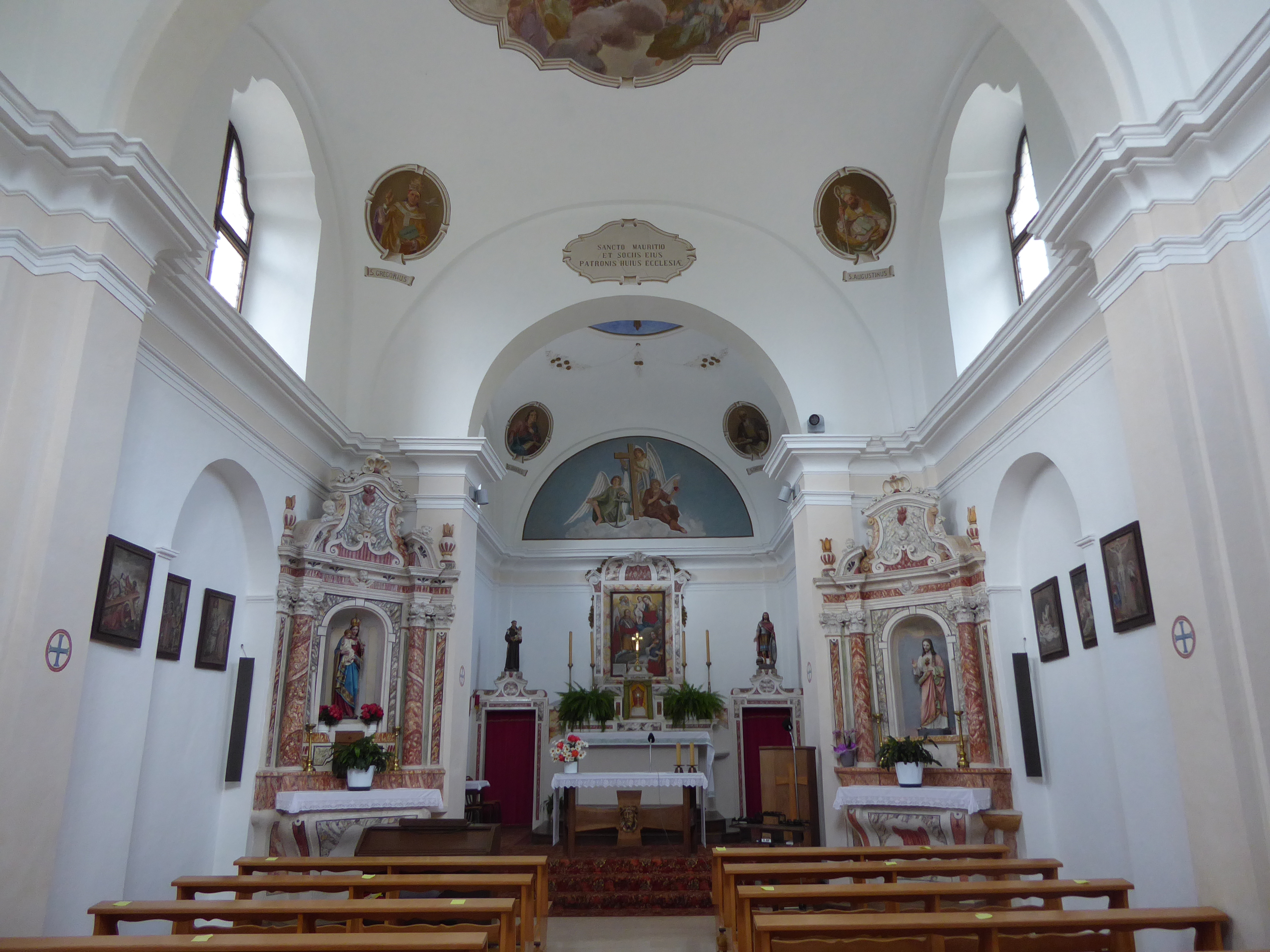
Interno

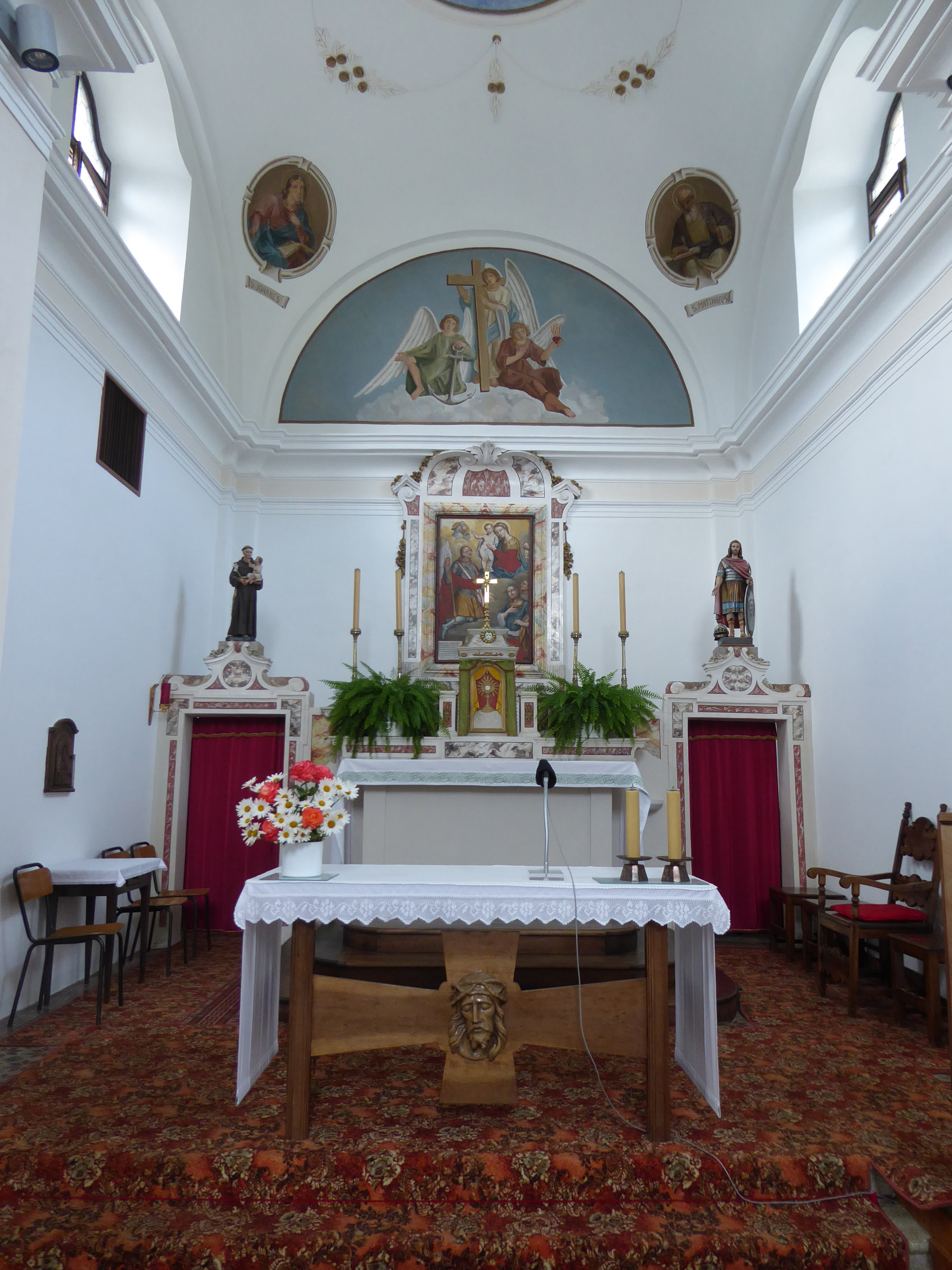
Presbiterio

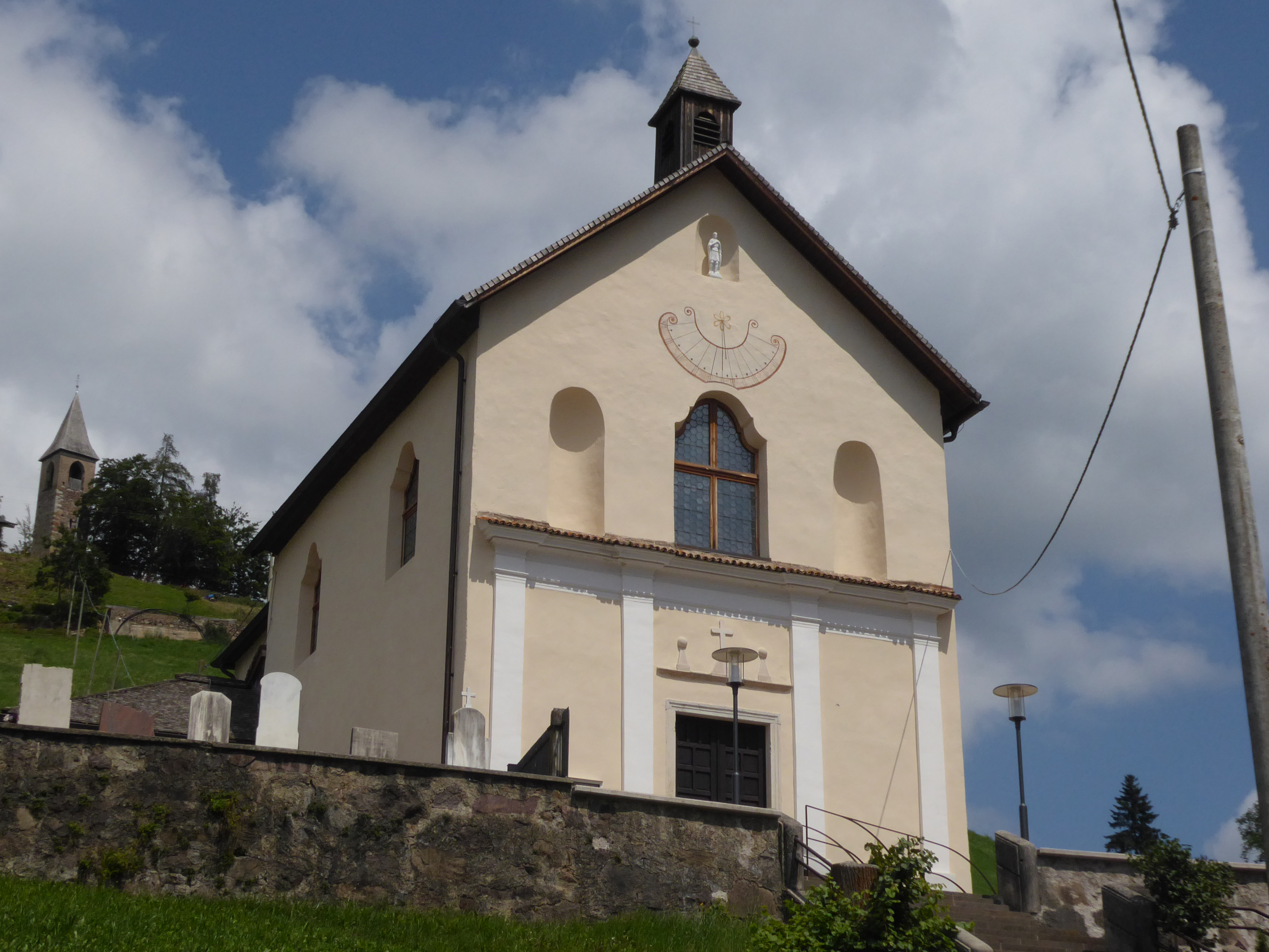
La chiesa da un'altra angolazione; si nota, dietro a sinistra, il vecchio campanile

Il primo luogo di culto con dedicazione a san Maurizio fu eretto a Tregiovo entro il XIV secolo e la sua prima citazione risale ad atti visitali del 1695. Ebbe la concessione del fonte battesimale nel 1742 e il primissario poté amministrare i sacramenti. 
A partire dal 1767 ebbe anche la concessione della custodia eucaristica. Ottenne dignità curaziale nel 1887.
Sino al 1788 la primitiva chiesa fu giudicata sufficiente per la comunità ma da quel momento si fece richiesta di poter erigere un luogo di culto meno disagiato come posizione e più vicino all'abitato. Il principe vescovo di Trento Pietro Vigilio Thun acconsentì a questa proposta e da subito iniziarono i lavori di demolizione dell'edificio storico. Venne salvata solo la torre campanaria, che continuò a svolgere il suo ruolo anche per la nuova chiesa. Il cantiere per in tempio venne aperto lo stesso anno e già un anno dopo la struttura muraria era stata completata sino alla zona presbiteriale. La nuova San Maurizio venne benedetta nel 1789 e contemporaneamente venne costruito il camposanto nelle sue vicinanze.
I lavori continuarono poi sino al 1799 e fu solo in quell'anno che fu celebrata la solenne consacrazione da Emanuele Maria Thun, allora vescovo suffraganeo di Trento.
Tra il 1909 e il 1910 fu ampliata la sacrestia, venne estesa l'area del camposanto, fu sistemata la scala di accesso al sagrato e Agostino Aldi arricchì di decorazioni a temperale volte sia della sala sia del presbiterio. L'11 agosto 1920 venne elevata a dignità parrocchiale.
Durante gli anni cinquanta si ripose mano alla scalinata del sagrato e nel decennio successivo venne ulteriormente ampliato il camposanto.
Negli anni ottanta la chiesa fu oggetto di restauri conservativi che riguardarono, tra le altre cose, la protezione dalle infiltrazioni di acqua, il rifacimento di parte del portale sul prospetto principale, il rifacimento della copertura del tetto e la ritinteggiatura.
Gli ultimi interventi si sono avuti nel triennio 2011-2013 con altre azioni conservative, in particolare rivolte alle strutture in pietra e in marmo, al recupero di parti decorative, alle ritinteggiature ed alle manutenzioni eccezionali.

## Descrizione
La torre campanaria sorge staccata dall'edificio poiché è quella originaria quattrocentesca e si trova in posizione isolata su un piccolo colle a monte dell'abitato.
La chiesa moderna, con orientamento rivolto a nord, ha una facciata suddivisa in due ordini. In quello inferiore si trova il portale di accesso. Sul portale si trova un simbolo dei tre giovi che attraversano l'Ozol, all'origine del nome dell'abitato. In quello superiore una grande finestra sagomata affiancata da due nicchie. Sopra si trova una meridiana. Sopra la meridiana è presente una nicchia di dimensioni inferiori, contenente una piccola statua in marmo bianco realizzata dallo scultore locale Giorgio Paternoster, raffigurante San Maurizio, patrono della parrocchia.
La sala interna è a navata unica ed il presbiterio è leggermente rialzato. Oltre alle decorazioni opera di Aldi la pala dietro l'altar maggiore è attribuita a Mattia Lampi.